# Ron van der Hoff
Ron Luitjen Lucia van der Hoff (Venray, 26 maart 1978) is een Nederlandse handboogschutter.
Van der Hoff schiet met een recurve-boog. In 2004 nam hij deel aan het boogschieten op de Olympische Spelen van Athene, waar hij individueel in de tweede ronde werd uitgeschakeld en een 30-ste plaats in de eindrangschikking bezette. Hij behoorde daarnaast met Wietse van Alten en Pieter Custers tot het Nederlands Handboogteam. Dit team behaalde de vijfde plaats.
Hij behaalde een bronzen medaille op het Europees Kampioenschap in 2004 en won goud met zijn team. Mede door dit resultaat waren de verwachtingen voor het behalen van een medaille op de Spelen heel hoog gespannen.
Van der Hoff deed ook een aantal pogingen met zijn ploeggenoten om zich te kwalificeren voor de Olympische Spelen in Peking (2008), maar uiteindelijk bleven deze zonder succes.
Hij is aangesloten bij de schuttersvereiniging De Dolphijn SPAX in Amsterdam.